# Đội tuyển bóng đá quốc gia Nam Sudan
Đội tuyển bóng đá quốc gia Nam Sudan (tiếng Anh: South Sudan national football team) là đội tuyển cấp quốc gia của Nam Sudan do Hiệp hội bóng đá Nam Sudan quản lý.
Phần lớn cầu thủ trong đội hình của Đội tuyển bóng đá quốc gia Nam Sudan thường đến từ Giải bóng đá vô địch quốc gia Nam Sudan trong nước và Giải ngoại hạng Nam Sudan, hoặc các câu lạc bộ Giải vô địch bóng đá Úc.
Đội hiện chưa tham dự bất kỳ giải đấu nào.

## Lịch sử
Nam Sudan chính thức là thành viên của Liên đoàn bóng đá châu Phi vào ngày 10 tháng 2 năm 2012, tại phiên họp lần thứ 34 tổ chức tại Libreville, Gabon. Nam Sudan chính thức là thành viên của FIFA ngày 25 tháng 5 năm 2012 tại phiên họp thứ hai của kỳ hội nghị thứ 62 của FIFA ở Budapest, Hungary .

## Thành tích quốc tế

### Giải vô địch bóng đá thế giới
Nam Sudan chưa tham dự một Giải bóng đá vô địch thế giới nào.
| Năm           | Thành tích                           |
| ------------- | ------------------------------------ |
| 1930 đến 2010 | Không tham dự, là một phần của Sudan |
| 2014 đến 2022 | Không vượt qua vòng loại             |
| 2026          | Chưa xác định                        |

### Cúp bóng đá châu Phi
Nam Sudan chưa tham dự một Cúp bóng đá châu Phi nào.
| Năm           | Thành tích                                |
| ------------- | ----------------------------------------- |
| 1957 đến 2012 | Không tham dự, là một phần của Sudan      |
| 2013          | Không tham dự, chưa là thành viên của CAF |
| 2015 đến 2023 | Không vượt qua vòng loại                  |

## Đội hình
Đội hình dưới đây được triệu tập tham dự 2023 Africa Cup of Nations qualification gặp Djibouti vào lần lượt vào ngày 23 và 27 tháng 3 năm 2022 
Số liệu thống kê tính đến ngày 27 tháng 3 năm 2022.
| Số | VT | Cầu thủ               | Ngày sinh (tuổi)  | Trận | Bàn | Câu lạc bộ     |
| -- | -- | --------------------- | ----------------- | ---- | --- | -------------- |
|    | TM | Juma Genaro           | 28 tháng 2, 1988  | 30   | 0   | Hay Al-Arab    |
|    | TM | Ramadan Diing         | 13 tháng 3, 2000  | 8    | 0   | Malakia        |
|    | TM | Michael Marco         |                   | 0    | 0   | Amarat FC      |
|    |    |                       |                   |      |     |                |
|    | HV | Peter Maker (captain) | 1 tháng 1, 1994   | 19   | 0   | ZESCO United   |
|    | HV | Mutwakil Abdelkarim   | 4 tháng 8, 1992   | 11   | 0   | Atlabara       |
|    | HV | Omot Sebit            | 9 tháng 10, 1998  | 9    | 0   | Alamal Atbara  |
|    | HV | Rashid Toha           | 9 tháng 10, 1997  | 6    | 1   | Vipers         |
|    | HV | Bernard Agele         | 4 tháng 12, 1992  | 5    | 0   | Kota Ranger    |
|    | HV | John Kuol Chol        | 9 tháng 11, 1999  | 4    | 0   | Dandenong City |
|    | HV | Akol Geofrey          | 9 tháng 8, 2000   | 2    | 0   | Atlabara FC    |
|    | HV | Atendele Geriga       | 5 tháng 5, 1995   | 2    | 0   | Arua Hills FC  |
|    | HV | Samuel Taban          | 29 tháng 10, 2002 | 2    | 0   | Kator          |
|    | HV | Vitali Paulina        | 11 tháng 5, 2002  | 1    | 0   | Rainbow SC     |
|    |    |                       |                   |      |     |                |
|    | TV | Peter Chol            | 23 tháng 10, 1994 | 20   | 2   | Kator          |
|    | TV | Jackson Morgan        | 18 tháng 8, 1998  | 12   | 0   | Shahr Khodro   |
|    | TV | Saad Musa             | 6 tháng 8, 1995   | 9    | 0   | Dila Gori      |
|    | TV | Ivan Wani             | 12 tháng 12, 1998 | 7    | 0   | Alamal Atbara  |
|    | TV | William Gama Emmanuel | 14 tháng 12, 2002 | 6    | 1   | Malakia FC     |
|    | TV | Data Elly             | 5 tháng 2, 2002   | 5    | 0   | Kyetume        |
|    | TV | Abraham Majok         | 13 tháng 10, 1998 | 1    | 0   | AmaZulu        |
|    |    |                       |                   |      |     |                |
|    | TĐ | Tito Okello           | 7 tháng 1, 1996   | 11   | 3   | Shahr Khodro   |
|    | TĐ | Loki Emmanuel         | 14 tháng 11, 2001 | 6    | 1   | Bright Stars   |
|    | TĐ | David Majak           | 10 tháng 10, 2000 | 6    | 0   | Luleå          |
|    | TĐ | William Akio          | 23 tháng 7, 1998  | 4    | 0   | Valour FC      |
|    | TĐ | Valentino Yuel        | 12 tháng 10, 1994 | 4    | 1   | Newcastle Jets |
|    | TĐ | Manyumow Achol        | 10 tháng 12, 1999 | 4    | 0   | Auda           |
|    | TĐ | Machop Chol           | 14 tháng 11, 1998 | 2    | 0   | Atlanta United |

### Triệu tập gần đây
| Vt | Cầu thủ                 | Ngày sinh (tuổi)  | Số trận | Bt | Câu lạc bộ       | Lần cuối triệu tập         |
| -- | ----------------------- | ----------------- | ------- | -- | ---------------- | -------------------------- |
| TM | Khamis Daniel           | 8 tháng 1, 1986   | 8       | 0  | Gudele           | v. Jordan, 21 June 2021    |
| TM | Majak Mawith            | 18 tháng 9, 1999  | 9       | 0  | Port Melbourne   | v. Gambia, October 12 2021 |
|    |                         |                   |         |    |                  |                            |
| HV | Dominic Angelo Kornelio | 14 tháng 4, 2000  | 13      | 0  | Munuki           | v. Gambia, 12 October 2021 |
| HV | Rehan Angier            | 1 tháng 1, 2002   | 7       | 0  | Munuki           | v. Gambia, 12 October 2021 |
| HV | Joseph Dhata            | 5 tháng 9, 2002   | 1       | 0  | Vipers           | v. Gambia, 12 October 2021 |
| HV | Geofrey Akol            |                   | 1       | 0  | Munuki           | v. Gambia, October 12 2021 |
| HV | Abane Along             |                   | 1       | 0  | Unknown          | v. Gambia, October 12 2021 |
|    |                         |                   |         |    |                  |                            |
| TV | Dominic Abui Pretino    | 1 tháng 1, 1991   | 30      | 4  | Khartoum         | v. Gambia, 12 October 2021 |
| TV | Stephen Pawaar          | 7 tháng 1, 1993   | 8       | 0  | Munuki           | v. Gambia, 12 October 2021 |
| TV | Mandela Malish          | 28 tháng 10, 1998 | 8       | 0  | Atlabara         | v. Gambia, 12 October 2021 |
| TV | Abraham Sudier          |                   | 2       | 0  | Kator            | v. Gambia, 12 October 2021 |
| TV | Chok Dau                | 31 tháng 12, 1998 | 3       | 0  | Vysočina Jihlava | v. Jordan, 21 June 2021    |
| TV | Gibson Adinho           | 4 tháng 7, 1994   | 2       | 0  | Onduparaka       | v. Jordan, 21 June 2021    |
| TV | Emmanuel Thomas Lumeri  | 16 tháng 5, 1993  | 1       | 0  | Amarat United    | v. Jordan, 21 June 2021    |
| TV | Peter Oyik              |                   | 0       | 0  | Unknown          | v. Jordan, 21 June 2021    |
| TV | William Gama            |                   | 3       | 0  | Malakia          | v. Gambia, October 12 2021 |
| TV | Maker Maker             | 1 tháng 7, 1999   | 3       | 0  | Atmosfera        | v. Gambia, October 12 2021 |
|    |                         |                   |         |    |                  |                            |
| TĐ | Aluck Akech             | 8 tháng 2, 1994   | 17      | 0  | Alamal Atbara    | v. Gambia, 12 October 2021 |
| TĐ | Makueth Wol             | 10 tháng 2, 2000  | 6       | 0  | Mbarara City     | v. Gambia, 12 October 2021 |
| TĐ | Dani Lual               | 29 tháng 11, 2002 | 2       | 1  | Vyškov           | v. Gambia, 12 October 2021 |
| TĐ | John Albino Ajak        |                   | 1       | 0  | Atlabara         | v. Jordan, 21 June 2021    |
| TĐ | Khamis Atari            |                   | 1       | 0  | Unknown          | v. Gambia, October 12 2021 |
| TĐ | Kur Gai                 |                   | 1       | 0  | Adelaide City    | v. Gambia, October 12 2021 |
|    |                         |                   |         |    |                  |                            |
|    | Tehtloach Thor Monyang  |                   |         |    | Jebel Koteen     | {{{lần cuối}}}             |
|    | Moses Ekoa Pau          |                   |         |    | Jebel Koteen     | {{{lần cuối}}}             |
|    | Wani Isaac              |                   |         |    | Super Star FC    | {{{lần cuối}}}             |
|    | Ngong Achiek            |                   |         |    | Super Star FC    | {{{lần cuối}}}             |
|    | Maroune Anour           |                   |         |    | Hilal FC         | {{{lần cuối}}}             |
|    | Zubier Mohamed Abaker   |                   |         |    | Hilal FC         | {{{lần cuối}}}             |
|    | Mostapha Mohamed        |                   |         |    | Hilal FC         | {{{lần cuối}}}             |
|    | Tong Maduoa             |                   |         |    | Zalan FC         | {{{lần cuối}}}             |
|    | Adut Makoi              |                   |         |    | Zalan FC         | {{{lần cuối}}}             |
|    | David Alfred            |                   |         |    | Kator FC         | {{{lần cuối}}}             |
|    | Dominic James           |                   |         |    | Kator FC         | {{{lần cuối}}}             |

## Huấn luyện viên
| Năm       | Huấn luyện viên          |
| --------- | ------------------------ |
| 2009–2011 | Stephen Constantine      |
| 2011–2012 | Malesh Soro              |
| 2012      | Ismail Balanga           |
| 2012–2013 | Zoran Đorđević           |
| 2013–2014 | Ismail Balanga           |
| 2014      | Salyi Lolaku Samuel      |
| 2014–2015 | Lee Sung-jea             |
| 2015–2016 | Leo Adraa                |
| 2016      | Joseph Malesh            |
| 2017      | Elya Wako                |
| 2017–2018 | Bilal Felix Komoyangi    |
| 2018      | Ahcene Aït-Abdelmalek    |
| 2018      | Ramsey Sebit (tạm quyền) |
| 2019–     | Cyprian Besong Ashu      |